# John Illsley
John Illsley (ur. 24 czerwca 1949 w Leicesterze) – brytyjski gitarzysta basowy i wokalista, członek grupy rockowej Dire Straits aż do jej ostatecznego rozwiązania w 1995. Autor ośmiu solowych albumów.

## Dyskografia
- 1984 Never Told a Soul
- 1988 Glass
- 2007 John Illsley with Cunla & Greg Pearle – Live in Les Baux de Provence
- 2008 Beautiful You
- 2010 Streets of Heaven
- 2014 Testing the Water
- 2014 Live in London
- 2016 Long Shadows
- 2019: Coming up for Air
- 2022: VIII[4]